# Nor Geghi
Nor Geghi (in armeno Նոր Գեղի?, fino al 1957 Chatghran) è un comune dell'Armenia di 6 038 abitanti (2008) della provincia di Kotayk'.

## Curiosità
Nel 2017 gli studiosi dell'Università del Connecticut hanno realizzato la scoperta di una mummia e di altri manufatti risalenti a 325,000 anni fa, relativi all'Età della Pietra